# SPARK (ラジオ番組)
『SPARK』（スパーク）は、J-WAVEで2014年10月1日から放送されているラジオ番組。

## 放送時間
- 火曜 - 金曜（月-木深夜）1:00-2:00（2014年10月1日 - 2017年9月28日）
- 火曜 - 金曜（月-木深夜）0:00-1:00（2017年10月2日 - ）

## ナビゲーター
- 月曜日：sumika（2022年10月 - ）
- 火曜日：新井和輝（King Gnu）（2022年4月 - ）
- 水曜日：秦基博（2021年4月 - ）
- 木曜日：ØMI（三代目J SOUL BROTHERS）（2025年8月 - ）

### 過去のナビゲーター

#### 月曜日
- チャットモンチー（2014年10月 - 2016年3月）
- 尾崎世界観（2016年4月 - 2019年3月）
- 水野良樹（いきものがかり）（2019年4月 - 2020年3月）
- SHISHAMO（2020年4月 - 9月、2021年11月 - 12月）
- 山本彩（2020年10月 - 2021年12月）11月から欠席
- BE:FIRST（2022年1月 - 9月）

#### 火曜日
- livetune（2014年10月 - 2016年9月）
- SHISHAMO（2016年10月 - 2017年9月）
- 雫（ポルカドットスティングレイ）（2017年10月 - 2022年3月）

#### 水曜日
- 奇妙礼太郎（2014年10月 - 2016年3月）
- 水曜日のカンパネラ（2016年4月 - 2019年3月）
- Suchmos（2019年4月 - 2021年3月）

#### 木曜日
- 今市隆二（三代目J SOUL BROTHERS）（2014年10月 - 2025年7月）